# Spacewatch

počty blízkozemních planetek nalezených v rámci různých projektů, Spacewatch je červeně

Spacewatch je projekt Arizonské univerzity specializující se na hledání planetek a komet. Založen byl roku 1980 americkými astronomy Tomem Gehrelsem a Robertem S. McMillanem. Kromě vlastního hledání vesmírných těles se zaměřuje také na jejich statistické zpracování, čímž astronomům umožňuje proniknout více do dynamického vývoje sluneční soustavy. Projekt se zaměřuje na nejrůznější skupiny malých těles, jako jsou kentauři, trojané, planetky hlavního pásu, transneptunická tělesa nebo naopak blízkozemní planetky (včetně vyhledávání těch, jež by v budoucnu potenciálně mohly Zemi ohrozit). Spacewatch byl prvním projektem, který k průzkumu oblohy rutinně využíval CCD techniku.

## Objevená tělesa
| druh                       | 1989 | 90 | 91 | 92 | 93 | 94 | 95 | 96 | 97 | 98 | 99 | 2000 | 01 | 02 | 03 | 04 | 05 | 06 | 07 | 08 | 09 | 10 | 11 | 12 | 13 | 14 | 15 |
| -------------------------- | ---- | -- | -- | -- | -- | -- | -- | -- | -- | -- | -- | ---- | -- | -- | -- | -- | -- | -- | -- | -- | -- | -- | -- | -- | -- | -- | -- |
| blízkozemní planetky       | 1    | 6  | 14 | 10 | 25 | 25 | 27 | 28 | 14 | 35 | 19 | 26   | 22 | 22 | 57 | 70 | 82 | 99 | 45 | 86 | 63 | 43 | 32 | 26 | 25 | 16 | 7  |
| komety                     | 0    | 0  | 1  | 1  | 1  | 0  | 1  | 1  | 6  | 2  | 0  | 5    | 1  | 0  | 3  | 5  | 5  | 5  | 2  | 1  | 1  | 7  | 5  | 1  | 1  | 0  | 0  |
| Kentauři a rozptýlený disk | 0    | 0  | 0  | 1  | 1  | 0  | 3  | 4  | 1  | 3  | 1  | 2    | 3  | 1  | 3  | 1  | 1  | 0  | 2  | 2  | 1  | 0  | 0  | 1  | 0  | 0  | 0  |
| TNO                        | 0    | 0  | 0  | 0  | 0  | 0  | 1  | 1  | 0  | 3  | 0  | 2    | 0  | 1  | 3  | 1  | 0  | 0  | 0  | 0  | 0  | 1  | 0  | 0  | 0  | 0  | 0  |
| neobvyklé objekty1         | 0    | 0  | 0  | 0  | 1  | 0  | 2  | 0  | 0  | 2  | 0  | 0    | 1  | 0  | 2  | 7  | 6  | 5  | 5  | 6  | 5  | 2  | 2  | 2  | 2  | 0  | 0  |

1 – Neobvyklé objekty jsou asteroidy, které nezapadají do žádné kategorie definované Minor Planet Center, ale zdají se být charakteristické velkou excentricitou a v některých případech velkou inklinací.